# Mystic (Connecticut)
Mystic statisztikai település az USA Connecticut államában, New London megyében. Lakosainak száma 4348 fő (2020. április 1.).

## Népesség
A település népességének változása:

| 2010 | 4 205 |
| 2020 | 4 348 |